# Franzenheim
Franzenheim ist eine Ortsgemeinde im Landkreis Trier-Saarburg in Rheinland-Pfalz. Sie gehört der Verbandsgemeinde Trier-Land an.

## Geographie
Zu Franzenheim gehören auch die Wohnplätze Michelshof, Staudenhof, Weisgerber Hof, Zur Pellinger Mühle, Bernardshof und Welschenborn.
Franzenheimer Bach bezeichnet einen Abschnitt des Olewiger Baches im Einzugsgebiet der Mosel.

## Geschichte
1098 wurde der Ort erstmals urkundlich erwähnt als Brumtesma – Ort, wo Elche vorkommen.
Franzenheim war bis zum Ende des 18. Jahrhunderts eine eigenständige Herrschaft, die dem Domkapitel zu Trier gehörte und zu der auch die benachbarte Ortschaft Kernscheid gehörte.
Bevölkerungsentwicklung
Die Entwicklung der Einwohnerzahl von Franzenheim, die Werte von 1871 bis 1987 beruhen auf Volkszählungen:
| Jahr | Einwohner |
| ---- | --------- |
| 1815 | 183       |
| 1835 | 236       |
| 1871 | 270       |
| 1905 | 297       |
| 1939 | 356       |
| 1950 | 322       |

| Jahr | Einwohner |
| ---- | --------- |
| 1961 | 316       |
| 1970 | 325       |
| 1987 | 375       |
| 1997 | 361       |
| 2005 | 322       |
| 2023 | 377       |

## Politik

### Gemeinderat
Der Gemeinderat in Franzenheim besteht aus acht Ratsmitgliedern, die bei der Kommunalwahl am 9. Juni 2024 in einer Mehrheitswahl gewählt wurden, und dem ehrenamtlichen Ortsbürgermeister als Vorsitzendem.

### Bürgermeister
Christian Minn wurde 2014 Ortsbürgermeister von Franzenheim. Bei der Direktwahl am 26. Mai 2019 wurde er mit einem Stimmenanteil von 88,67 % und am 9. Juni 2024 als einziger Bewerber mit 85,4 % jeweils für weitere fünf Jahre in seinem Amt bestätigt.
Minns Vorgänger Johann Jäckels übte das Amt von 1994 bis 2014 aus.

## Kultur und Sehenswürdigkeiten

### Bauwerke

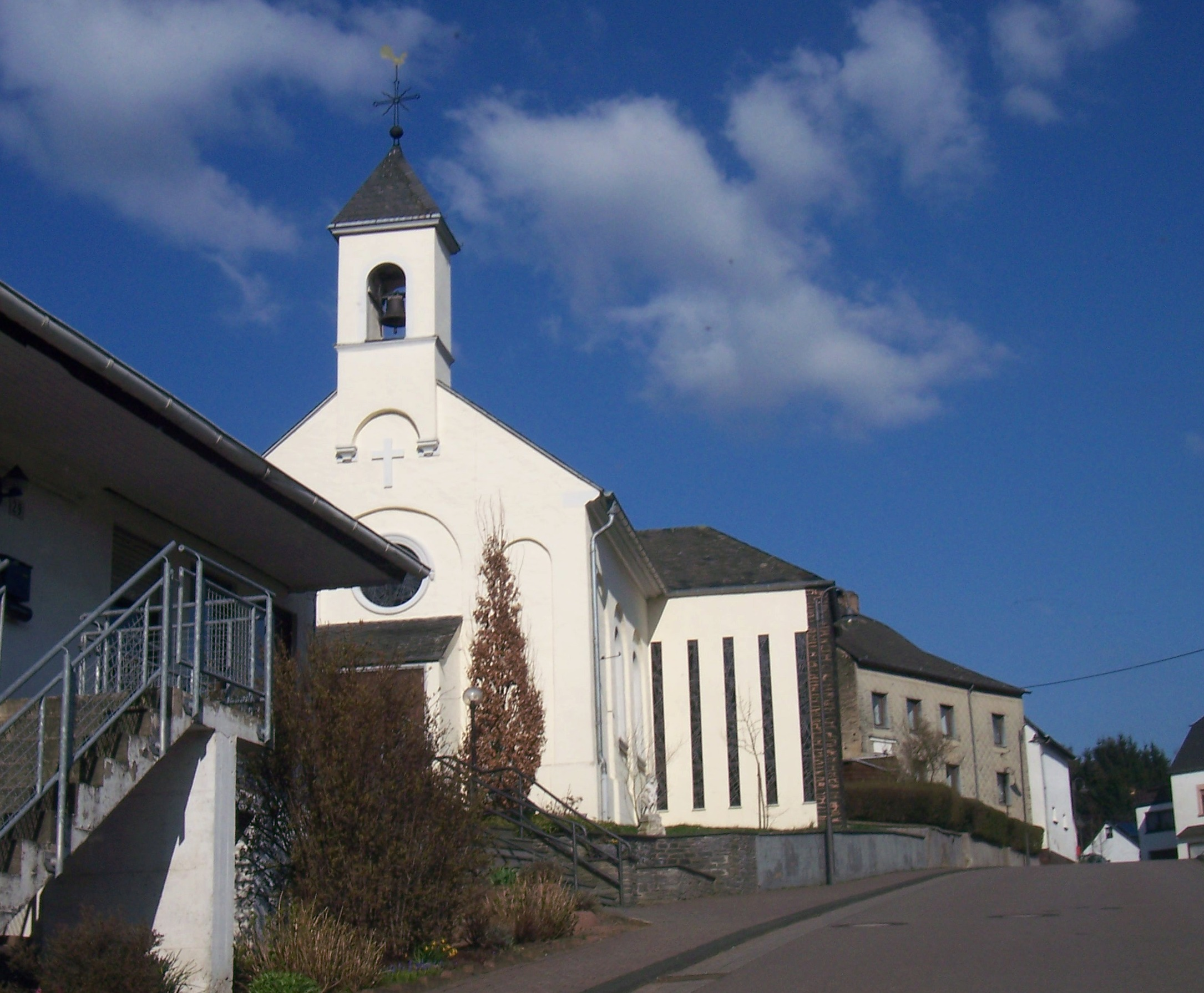
Kirche St. Josef
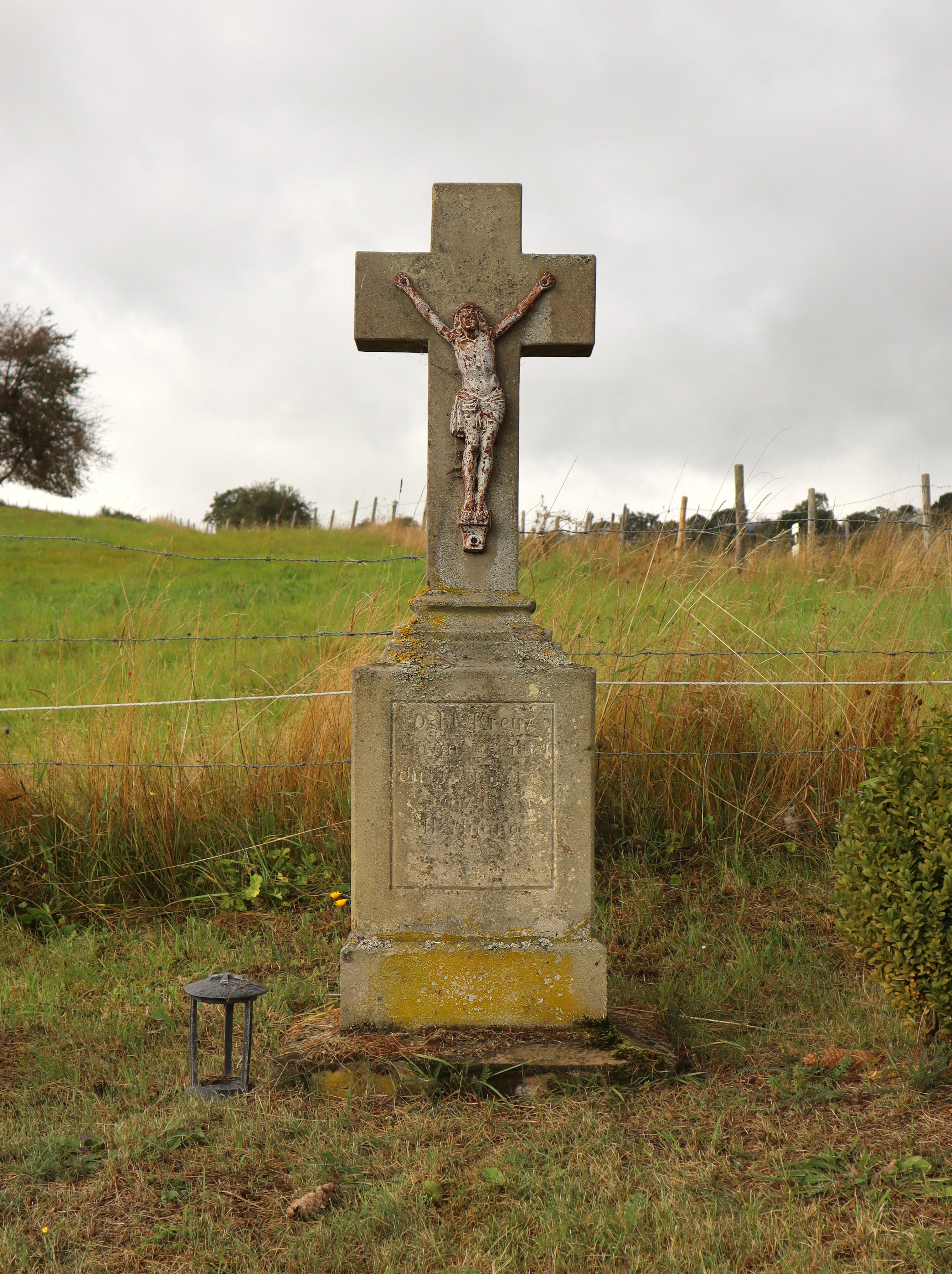
Wegekreuz (1925)
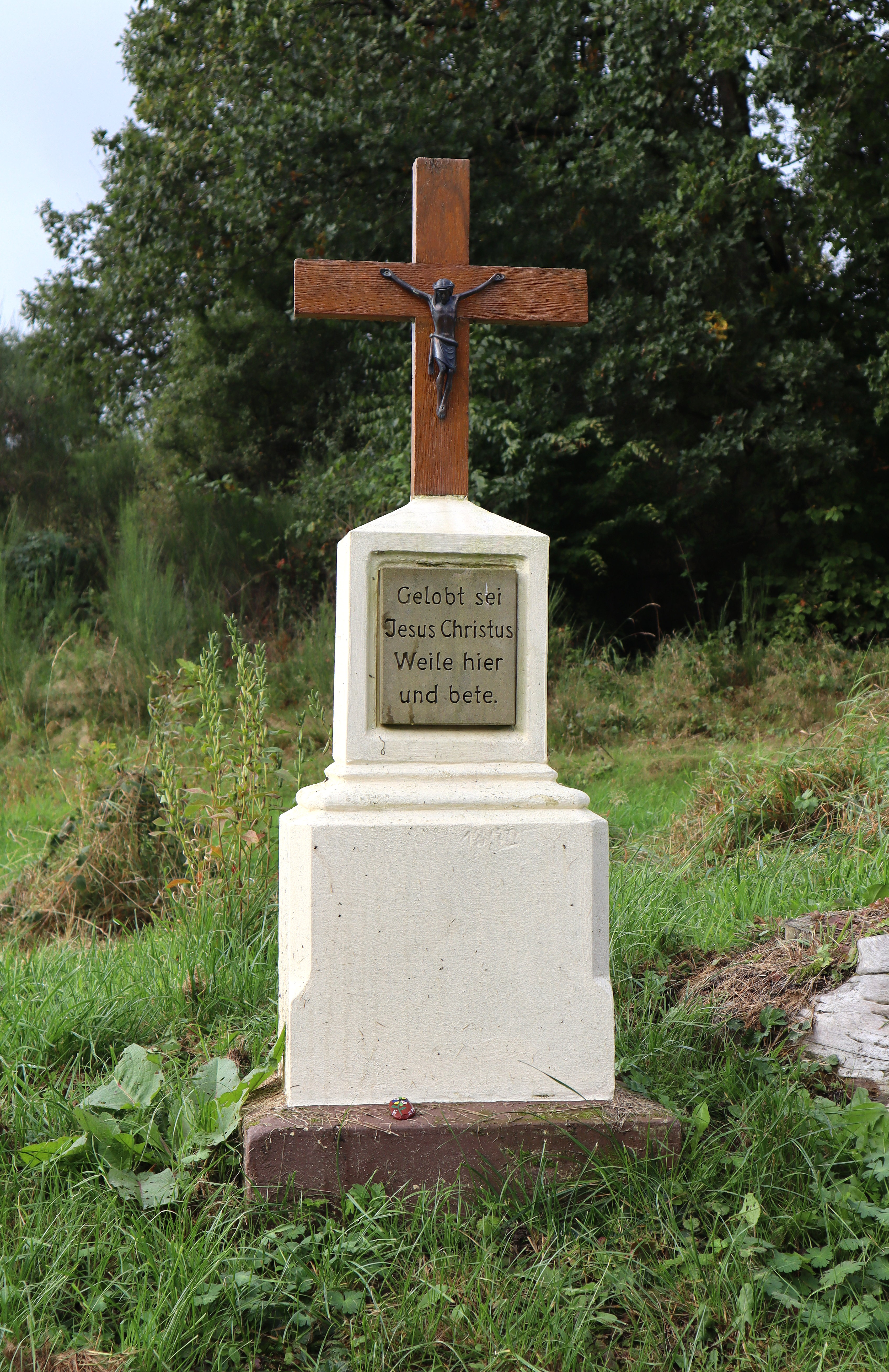
Wegekreuz (1892)
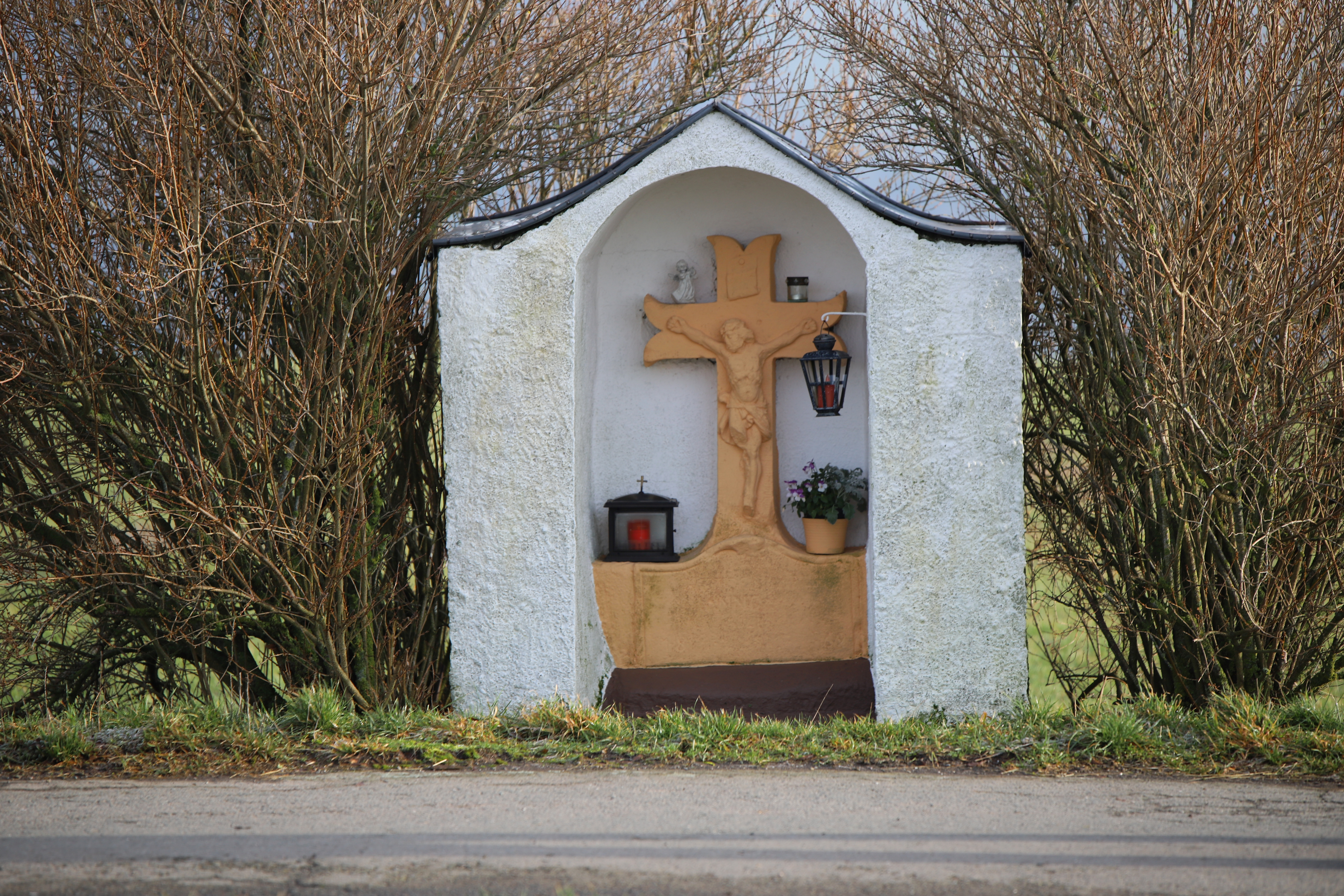
Wegekreuz (19. Jh.)
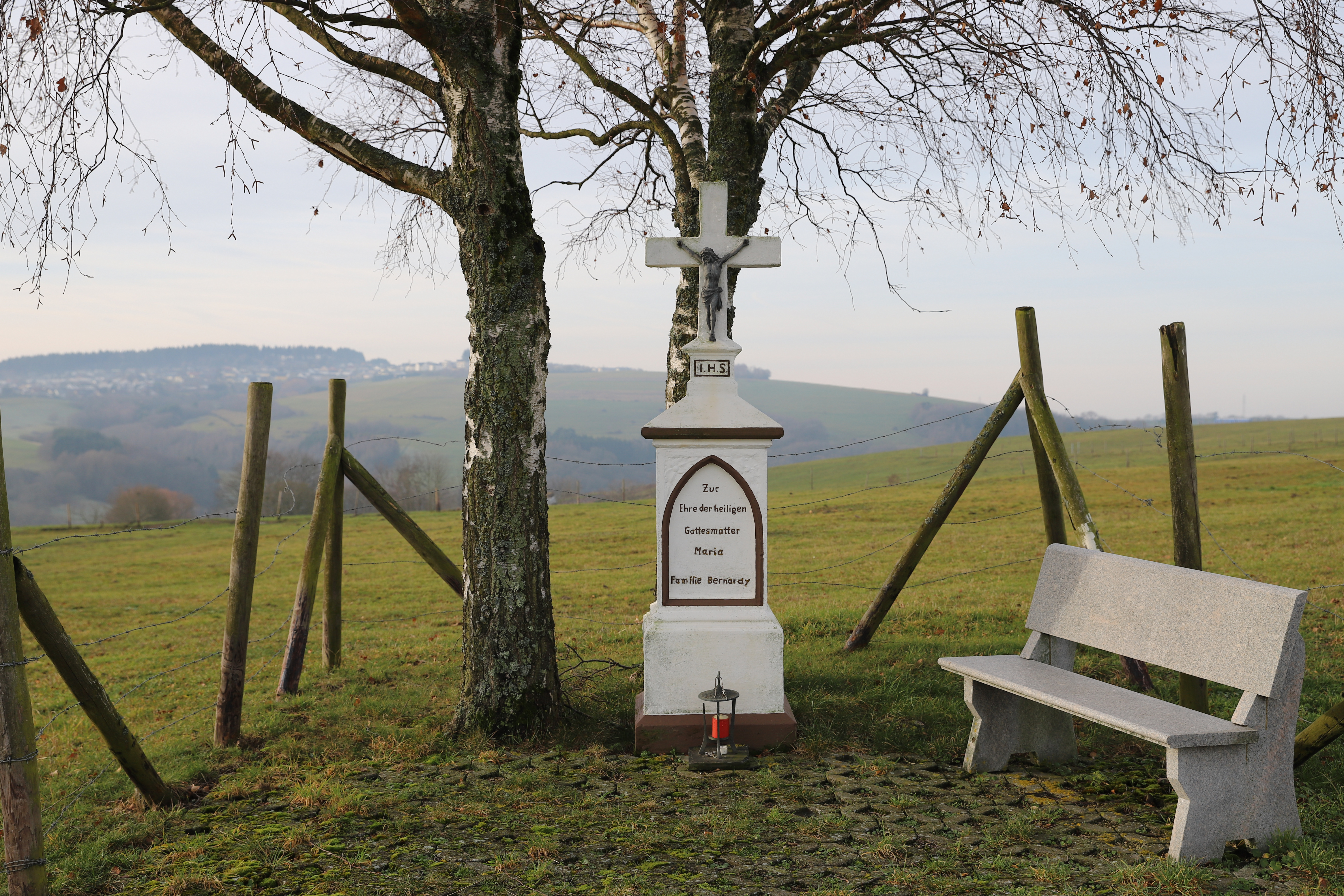
Wegekreuz (19. Jh.)

- Liste der Kulturdenkmäler in Franzenheim

## Ehrenbürger
- Johann Jäckels (* 1949/1950), Ortsbürgermeister von 1994 bis 2014, wurde für seine Verdienste um die Weiterentwicklung der Ortsgemeinde im Januar 2015 zum Ehrenbürger ernannt.[10][11]